# 체바 직선
기하학에서 체바 선(영어: cevian (line))은 삼각형의 각 꼭짓점과 대변의 직선 위의 점을 잇는 선분이다.:4, §1.2:13, §1; 137, §12

## 정의
삼각형의 한 꼭짓점과 대변의 직선 위의 점을 잇는 선분을 이 삼각형의 체바 선이라고 한다. 삼각형 {\displaystyle ABC}의 내접 삼각형 {\displaystyle DEF}가 주어졌다고 하자. 만약 삼각형 {\displaystyle ABC}의 체바 선 {\displaystyle AD}, {\displaystyle BE}, {\displaystyle CF}가 공점선을 이룬다면, 삼각형 {\displaystyle DEF}를 삼각형 {\displaystyle ABC}의 체바 삼각형(영어: Cevian triangle)이라고 한다. 점 {\displaystyle P}가 삼각형 {\displaystyle ABC}의 외접원 위의 점이 아니라고 하자. 만약 {\displaystyle P}의 수족 삼각형이 체바 삼각형이라면, 점 {\displaystyle P}를 삼각형 {\displaystyle ABC}의 수족-체바 점(영어: pedal-cevian point)이라고 한다.

## 성질

### 체바 정리와 메넬라오스 정리
삼각형 {\displaystyle ABC}의 각 꼭짓점 {\displaystyle A}, {\displaystyle B}, {\displaystyle C}를 지나는 체바 선의 발을 {\displaystyle D}, {\displaystyle E}, {\displaystyle F}라고 하자. 체바 정리에 따르면, 다음 두 조건이 서로 동치이다.
- {\displaystyle AD}, {\displaystyle BE}, {\displaystyle CF}는 공점선이거나 평행선이다.
- {\displaystyle {\frac {AF}{FB}}\cdot {\frac {BD}{DC}}\cdot {\frac {CE}{EA}}=1}

삼각형 {\displaystyle ABC}의 각 꼭짓점 {\displaystyle A}, {\displaystyle B}, {\displaystyle C}를 지나는 체바 선의 발을 {\displaystyle D}, {\displaystyle E}, {\displaystyle F}라고 하자. 메넬라오스 정리에 따르면, 다음 두 조건이 서로 동치이다.
- {\displaystyle D}, {\displaystyle E}, {\displaystyle F}는 공선점이다.
- {\displaystyle {\frac {AF}{FB}}\cdot {\frac {BD}{DC}}\cdot {\frac {CE}{EB}}=-1}

이 두 정리에서 각 비율은 두 유향 선분의 방향이 같을 경우 양의 부호를, 방향이 반대일 경우 음의 부호를 가지며, 절댓값은 두 유향 선분의 길이의 비율과 같다. 체바 정리의 조건을 만족시키려면 삼각형의 변의 연장선 위의 점인 체바 선의 발의 수는 짝수이어야 하며, 메넬라오스 정리의 조건을 만족시키려면 이는 홀수이어야 한다.

### 부등식
삼각형의 {\displaystyle ABC}의 각 꼭짓점을 지나는 체바 선 {\displaystyle AD}, {\displaystyle BE}, {\displaystyle CF}가 삼각형 내부의 점 {\displaystyle P}를 지난다고 하자. 그렇다면 다음과 같은 부등식들이 성립한다.
- {\displaystyle {\frac {AP}{PD}}+{\frac {BP}{PE}}+{\frac {CP}{PF}}\geq 6}
- {\displaystyle {\frac {AP}{PD}}\cdot {\frac {BP}{PE}}\cdot {\frac {CP}{PF}}\geq 8}
- {\displaystyle {\frac {AD}{PD}}\cdot {\frac {BE}{PE}}\cdot {\frac {CF}{PF}}\geq 27}
- {\displaystyle {\frac {AD}{AP}}+{\frac {BE}{BP}}+{\frac {CF}{CP}}\geq {\frac {9}{2}}}

### 체바 삼각형의 성질
삼각형 {\displaystyle ABC}의 체바 삼각형 {\displaystyle DEF}의 각 꼭짓점을 원래 삼각형의 각 변의 중점에 대하여 반사하여 얻는 점을 {\displaystyle D'}, {\displaystyle E'}, {\displaystyle F'}이라고 하자. 그렇다면 삼각형 {\displaystyle D'E'F'} 역시 원래 삼각형의 체바 삼각형이다.:141, §12.3, Theorem 1 삼각형 {\displaystyle ABC}의 체바 삼각형 {\displaystyle DEF}의 외접원과 원래 삼각형의 각 변의 직선의 (중복도를 감안한) 총 6개의 교점 가운데 {\displaystyle D}, {\displaystyle E}, {\displaystyle F}가 아닌 것들을 {\displaystyle D''}, {\displaystyle E''}, {\displaystyle F''}이라고 하자. 그렇다면 삼각형 {\displaystyle D''E''F''} 역시 원래 삼각형의 체바 삼각형이다.:141, §12.3, Theorem 2 삼각형의 수족-체바 점의 등각 켤레점은 같은 삼각형의 수족-체바 점이다.:143, §12.3, Theorem 3 삼각형의 수족-체바 점에 외심에 대한 반사를 가하여 얻는 점은 같은 삼각형의 수족-체바 점이다.:143, §12.3, Theorem 4

## 예

### 중선
외심의 수족 삼각형은 중점 삼각형이다. 이에 대한 원래 삼각형의 체바 선은 중선이며, 이들은 무게 중심에서 만난다. 따라서, 중점 삼각형은 체바 삼각형이며, 외심은 무게 중심에 대한 수족-체바 점이다.:142, §12.3

### 높이
수심의 수족 삼각형은 수심 삼각형이다. 이에 대한 원래 삼각형의 체바 선은 높이이며, 이들은 수심에서 만난다. 따라서, 수심 삼각형은 체바 삼각형이며, 수심은 스스로에 대한 수족-체바 점이다.:142, §12.3

### 제르곤 점을 지나는 체바 선
내심의 수족 삼각형은 제르곤 삼각형이다. 이에 대한 원래 삼각형의 체바 선은 제르곤 점에서 만난다. 따라서, 제르곤 삼각형은 체바 삼각형이며, 내심은 제르곤 점에 대한 수족-체바 점이다.:142, §12.3

## 역사
이탈리아의 수학자 조반니 체바의 이름을 땄다.